# Apachernes Konge
Apachernes Konge er en amerikansk stumfilm fra 1918 af Thomas N. Heffron.

## Medvirkende
- Alma Rubens
- Wallace MacDonald - Andre Du Bois
- Eugene Burr - Raoul Laverne
- Frank MacQuarrie - Henri Du Bois
- William Dyer